# Football Club de Bourges
| \| Bourges \| Le club est basé à · Bourges dans le Cher. |
| Bourges                                                  |

Le Football Club de Bourges est un ancien club de football français fondé en 1966 d'une fusion entre deux clubs de la ville et situé à Bourges en Cher.
Le FC Bourges démarre en Division d'honneur qu'il remporte dès la première saison. Montée en CFA, le club intègre la Division 2 Open en 1970 où elle se maintient jusqu'en 1976. Le FCB descend ensuite jusqu'en Division 4. Remonté en D3 en 1981, il attend cinq saisons avant de jouer la montée et un retour en D2. Un aller-retour et trois nouvelles saisons au troisième échelon à jouer le titre. En 1990, nouvelle montée en seconde division, l'équipe s'y maintient quatre saisons dont la dernière avec la nouvelle formule professionnelle d'une seule poule à 22 clubs. Pendant cette période, le club réalise ses deux meilleures parcours en Coupe de France avec une seizième puis un huitième de finale en 1991 puis 1992. Suivent deux relégations consécutives puis une remontée en National 1 durant la saison 1997-1998 Reparti en DH et renommé FC Bourges 18, l'équipe remonte en CFA en deux ans, s'y maintient trois saisons.
Le FCB est un temps l'équipe phare de la région Centre avec une position proche de l'élite. Mais il reste dans l'histoire.
Le FC Bourges dispute ses matchs à domicile au stade Séraucourt puis à celui Jacques-Rimbault, et y évolue en blanc et bleu.

## Histoire
- 1966 : fusion du « Foyer St-François » et « Racing Club », fondation du « FC Bourges »
- 1970 : retenu en D2 « open » sur dossier
- 1977 : dépôt de bilan
- 1986 : montée en D2
- 1995 : dépôt de bilan
- 1998 : liquidation judiciaire, repart en DH
- 2005 : faillite et disparition du club

### Genèse (avant 1966)
Avant les années 1960, catholiques et laïques jouent au football séparément. À cette époque, les deux clubs ont sensiblement la même valeur sur le plan sportif. L'opposition étant plus idéologique que sportive. Il y a le « Foyer sportif Saint-François », issu des milieux de patronages catholiques. En 1966, le club joue en division d honneur» et son président est le premier adjoint au maire : Alfred Depège. À l'opposé, le « Racing Club berruyer » représente le côté laïque, et à sa tête se trouve le docteur Louis Delamarre, son club joue alors en promotion d honneur et va monter en division d honneur ce qui signifie qu' il va y avoir trois clubs de Bourges dans la même division puisqu' il y a aussi le Bourges athlètique Club (émanation de l usine Nord Aviation)Division d'Honneur,.
Le football à Bourges dans les années 1960 est divisé en plusieurs clubs concurrents : le Foyer sportif Saint-François, le Racing Club de Bourges et le Bourges athletic club. La municipalité est interpellée pour tenter de réunir toutes les parties afin de donner à Bourges, selon le vœu de la population : « une grande équipe dans les sports d'équipes, notamment le football ». L'objectif étant de former une équipe « qui porte le renom de Bourges à l'extérieur ». Le football, alors déjà très populaire, sort d'une période faste en 1958 avec la Coupe du Monde en Suède et les Kopa, Fontaine et autres Piantoni sont devenus des héros.
Les premières réunions se déroulent en avril et mai 1964, et Raymond Boisdé informe les responsables de ces trois clubs qu'il s'agit de les aider par de véritables subventions. Mais sans pour autant sortir des sommes faramineuses : « nous n'allons pas nous lancer, comme certaines villes, à dépenser des dizaines de millions pour des équipes de professionnels ». Rapidement des problèmes de personnes apparaissent. Alfred Depège, président du Foyer Sportif Saint-François, est en première ligne. On lui reproche de vouloir prendre la direction du futur club pour s'en servir comme tremplin électoral. L'aspect financier entre très vite en lice, et Depège informe le conseil municipal des besoins pour avoir une grande équipe de football : « Donnez-moi 3 à 4 millions de francs, et l'année prochaine, vous aurez une équipe CFA ». Il faut attendre encore deux ans pour que les négociations aboutissent, grâce à l'action d'Alfred Depège et à la bonne volonté de Louis Delamarre.
Sans être du même bord politique, leurs relations sont correctes. Mais de là à fusionner, beaucoup d'obstacles restent à surmonter. La crainte de voir une absorption du Racing par le Foyer subsiste, et lors des deux assemblées générales des deux clubs, le 27 mai 1966, les résultats des votes sont édifiants. Au Foyer, sur 51 votants, 39 acceptent la fusion, alors qu'au Racing, sur 40 votants, 21 votent pour et 16 contre. Mais chaque camp pose sa condition : garder son entraîneur Noël Gallo, pour le RC, et que Delpège garde la présidence, pour le Foyer. Mais un des points de divergence est la nomination du président du FCB, ce ne peut être ni Depège, ni Delamarre,. Le 31 mai, le FCB est déclaré à la préfecture du Cher.
Début juin 1966, les deux clubs berruyers s'affrontent en finale de la Coupe du Cher. Quelques jours plus tard, les joueurs évoluent avec le maillot du même club. Raymond Boisdé est élu président du « FC Bourges » le 11 juin 1966. Une demande de subventions « exceptionnelles de démarrage » de 30 000 francs est votée par la ville. L'année suivante, Depège devient président du club,.

### Montée rapide en D2 (1966-1978)
En 1970, le FC Bourges intègre la nouvelle Division 2 Open, sur dossier. L'équipe se renforce de Michel Lafranceschina, en fin de carrière, mais lutte au fond du classement. Le club se maintient en fin d'exercice grâce à sa treizième position sur seize et 23 points d'empochés sur toute l'année.
En 1972-1973, l'Argentin Pancho Gonzales arrive comme entraîneur. Il lutte tout le championnat pour pouvoir éviter la relégation et y parvient de justesse en classant son équipe au quinzième rang du classement avec trois points d'avance sur l'adversaire local Châteauroux, premier relégable.
Il est relégué à l'issue de la saison 1974-1975 en tant que seizième et première relégable, puis revient en D2 en 1976-1977 après une seule saison en troisième division. Il finit malheureusement seizième du groupe A et est encore relégué en D3 en 1977. Le club dépose le bilan à la suite d'une nouvelle relégation l'année suivante,. Bourges devient le premier club amateur à déposer le bilan.

### Retombé en D4 puis D3 (1978-1986)
Le FCB reste en Division 4 de 1978 à 1981. Sa place de deuxième de son groupe lui ouvre les portes de la D3 où il évolue jusqu'en 1986.
En 1982-1983, Robert Nouzaret arrive comme entraîneur mais ne reste qu'une saison.
En 1984-1985, l'équipe se renforce avec Éric Bedouet comme joueur et Alain Michel, professeur d'histoire agrégé, à sa tête mais termine douzième de D3.
La saison 1985-1986 de l'équipe fanion est celle de l'espoir. Lors de la trêve hivernale, le FC Bourges, se renforce avec le retour d'Olivier Chavanon et le meneur de jeu belge Dirk Hiel. Les joueurs de Michel passent de la troisième à la seconde division après un coude à coude avec Angoulême, le favori. Elle ne prend la tête de sa poule qu'à deux journées de la fin grâce à une victoire directe (1-0) dans un stade Séraucourt plein (6 500 spectateurs). Ils sont 6 085 à avoir payé leur place pour une recette de 183 000 francs bienvenue. En effet, Christian Gronau, seul candidat à la succession de Bernard Van Den Bruwaene à la présidence du FC Bourges, arrive début 1986 avec une trou de 1,1 million de francs dans les caisses. Déficit qu'il réduit à 400 000 francs avant la fin du championnat. Avec Gronau, l’unité et la fermeté font leur retour.

### Retour en D2 avant la chute (1986-1998)
En 1986-1987, le FCB fait son retour en Division 2 mais est relégué au terme de la saison,. Renforcé avec des joueurs comme Fathi Chebel et Pascal Amours, l'équipe ne peut terminer que 17e sur 18 avec seulement 22 points et un retour en D3.
En 1989, l'attaquant Philippe Jacquet rejoint le FCB. Avec les Jan Fiala, Pavle Vostanic, Hervé Florès et Éric Spadiny entre autres, il réussit à faire remonter le club berruyer en seconde division grâce à sa deuxième place du groupe Centre de D3 1989-1990, à douze points de l'équipe réserve de l'AJ Auxerre, qui n'a pas le droit de monter. Le club de Bourges fait son retour en D2 de 1990 à 1994.
La saison 1990-1991 est particulièrement faste, après avoir battu les Girondins de Bordeaux en Coupe de France, le 3 avril, par le score de 1 à 0 grâce à Meudic. La presse titre « Bourges dans la légende de la Coupe », et ce sont des milliers de Berruyers qui sillonnent les rues de la ville, avec champagne et klaxon. Les 16e de finale se déroulent au Parc des Princes, où le FCB affronte le Paris Saint Germain, et c'est la fin de la belle aventure. L'inauguration du stade des Grosses plantes prévue quelques semaines plus tard, le 29 juin 1991, est un sommet du football local. En championnat, de retour en D2, Samuel Lobé et ses coéquipiers luttent toute la saison pour que leur équipe puisse se maintenir avec une treizième place finale, à trois points du premier relégable.
Lors de la saison 1991-1992, les Pascal Françoise, Philippe Prieur ou encore Guy Clavelloux réussissent à maintenir le club en D2 en le positionnant huitième avec une grande marge de onze points sur le premier relégable, Orléans. Après l'exploit en Coupe de France la saison précédente, le FCB réalise cette fois le meilleur parcours de son histoire, en se hissant jusqu'en huitième-de-finale.
Après avoir terminé septième du groupe B, la saison 1993-1994 voit Patrice Garande et ses coéquipiers ne pas pouvoir maintenir le club en D2, puisqu'ils terminent 21e sur 22 synonyme de descente en National 1. Bobby Brown arrive sur le banc. Mais l'équipe subit une seconde relégation consécutive car elle dépose le bilan à cause de problèmes financiers dus en grande partie au changement de municipalité. Le FCB est rétrogradé et perd le statut professionnel dans la foulée, malgré une bonne saison en N1 et une nouvelle septième place.
Alors que le club berruyer entraîné par Alain Michel flambe en seconde division professionnelle, en coulisse, l’argent coulait à flot. Rien n’était trop beau pour ce club para-municipal dont les exploits étaient suivis de très près par le député-maire communiste de l’époque, Jacques Rimbault. Le réveil est d’autant plus douloureux que la ville a vécu un changement politique avec l’élection d’un maire RPR, Serge Lepeltier, portrait exactement inverse de son prédécesseur : peu intéressé par le football (de son propre aveu) et pas désireux d’éponger chaque année les dettes du club.
En National 2, l'équipe repart avec beaucoup de jeunes du cru et Olivier Chavanon et Pascal Dupuis qui font figure d'anciens, pour encadrer. Et, à la surprise générale, Bourges remonte aussitôt. Le FC Bourges sort premier de son groupe et remonte en N1 où il finit huitième. Lors de la saison 1996-1997, il finit à nouveau 8e et doit son maintien en National (nouveau championnat à poule unique) au déboire d'un autre club. Malheureusement, le FC Bourges est en liquidation judiciaire à son tour en janvier 1998 (forfait général à la 22e journée).Au mois de janvier 1998, alors en National, la liquidation judiciaire est prononcée pour le club. Bourges est forfait à partir de la 22e journée.
Le club repart en DH sous le nom de « FC Bourges 18 »,.

### Faillite du FC Bourges 18 (1998-2005)

Logo du FC Bourges 18

Le club repart en DH désormais sous le nom de « FC Bourges 18 », qu'il remporte dès la première année. En 1999-2000, le club termine quatrième du groupe C de CFA 2 et monte en CFA (4e division). L’équipe termine championne d'automne de son groupe C de CFA, mais connaît une deuxième partie de saison 2000-2001 catastrophique et termine lanterne rouge des matchs retour.
Un recrutement inadéquate et une mauvaise gestion de la part des dirigeants créés des tensions entre les joueurs et la direction dès la seconde saison en CFA. En octobre 2001, Dominique Frey, ancien joueur du FCB dans le milieu des années 1970, est nommé manager général du club. Les dirigeants exigent que le FCB termine dans le premier tiers du classement de son championnat pour envisager l’avenir sereinement, alors qu'un partenaire promet d'investir et doubler le budget. En raison de mauvais résultats sportifs depuis la mi-saison précédente, Jean Gomez est écarté de ses fonctions d'entraîneur en novembre et est remplacé par son adjoint et ancien joueur du FCB, le yougoslave Pavlé Vostanic. Le FC Bourges 18 vient de vivre sa plus mauvaise saison depuis une grosse quinzaine d’années après avoir laissé partir des joueurs comme Gaston Diamé au cours de la saison précédente.
Après avoir frôlé le dépôt de bilan en janvier, puis en mai une rétrogradation sportive en CFA 2, le FC Bourges 18, sous l’impulsion du nouveau président Arnaud Lebert, vise la montée en National en deux ans, voire dès la saison 2002-2003 si l’occasion se présente. L’effectif est renouvelé en profondeur après trois saisons de stabilité infructueuse. À la trêve, le FCB n’est qu’à une victoire des places pour la montée directe. Le FC Bourges termine à une honorable place en milieu de classement du championnat de CFA 2002-2003. Très en jambe et postulant à la montée, la dynamique du club est freinée par le changement de président au cours de l’hiver. Souvent brillants à l’extérieur, les Berruyers ne font que rarement preuve de supériorité à domicile.
Peu de nouveautés du côté du stade Jacques-Rimbault pour la reprise du championnat 2003-2004, puisque l’effectif reste quasiment inchangé. Alors que se profile l’Assemblée générale ordinaire de décembre 2003, la présidence Duvernoir est présentée comme globalement négatif. Le FCB se traîne en bas de classement en pratiquant un jeu peu attrayant et sans imagination et les spectateurs se déplacent de moins en moins nombreux. Au plan structurel et financier, pas de sponsor maillot et un déficit recreusé. En mai 2004, alors qu’une Assemblée générale extraordinaire est imposée par le Tribunal de grande instance de Bourges pour mettre au clair la situation du club, les joueurs doivent jouer les premiers rôles en championnat. Finalement, les Berruyers ne pèse pas sur la compétition. Souvent laborieux et incapable de prendre le jeu à leur compte, cela ne suffit pas pour attirer le public. Après un nouveau changement de direction, messieurs Marien et Goblet se rendent compte que le passif va au-delà de 200 000 euros. Dans ces conditions, les successeurs de Duvernoir se résoudent à une rétrogradation administrative en CFA 2. Le FCB n’est alors plus que le cinquième club de la région Centre, derrière LB Châteauroux, SO Romorantin, FC Tours et US Orléans.
La nouvelle équipe dirigeante du FC Bourges se bat pour défendre l’image d’un club largement écornée par l’équipe de l’ancien Président. Hervé Minier, responsable de l’équipe féminine, déserte le club après la finale de la Coupe du Cher. Et contrairement aux précédentes directions, le choix des entraîneurs n’est pas le fait des dirigeants mais du manager général Pascal Dupuis. Ceux-ci doivent réduire la masse salariale de 50 %, passant d’une quinzaine de salariés à deux-trois en 2004. Devant l’ampleur des dettes accumulées par les équipes dirigeantes successives, le FC Bourges se dirige vers un nouveau dépôt de bilan pouvant être assorti d’une liquidation judiciaire en cette fin de saison 2004-2005, voire dès la fin du mois de janvier 2005. Le capitaine de l’équipe première plie bagages, ainsi que le président Jacky Marien qui présente sa démission. Le 20 janvier, le FC Bourges 18 est en dépôt de bilan,. Le 20 février, le club est radié de la Fédération française de football.
Depuis la fin de son aventure au niveau professionnel dans les années 1990, le FC Bourges ne réussit jamais à sortir la tête de l’eau. Sportivement, le FCB ne retrouve pas son statut professionnel. Financièrement, la « gestion UMP » de Serge Lepeltier est encore plus catastrophique avec deux dépôts de bilan suivi de liquidation judiciaire pour le second en 2004. Avec un compteur remis à zéro en 1998, le FCB peut repartir sur de bonnes bases en Division d’Honneur. Mais très vite, le club replonge dans ses travers de gestion financière hasardeuse. Une nouvelle équipe dirigeante reprend la barque mais, des partenaires n’ayant finalement pas honoré leurs promesses et engagements financiers, la municipalité suspend sa subvention en raison du non-respect du plan de sauvetage.

### L'après: Bourges 18
Le « Bourges Football Olympique Club » redémarre. Début 2006, le BFOC est renommé « Bourges Football ». L'équipe première, repartie de DHR pour la saison 2005-2006, est promue en Division d'Honneur. L'équipe n'est pas autorisée à monter en CFA 2 avant la saison 2007-2008.
En 2008, le Bourges Football fusionne avec le Bourges Asnières 18 et forme le Bourges 18.

## Résultats sportifs

### Palmarès
| Compétitions nationales | Compétitions régionales et locales                                                                            |
| --- | --- |
| - Championnat de France D3 - Vainqueur de groupe : 1976 et 1986 - Championnat de France D4 (1) - Champion : 1992 rés. - Vainqueur de groupe : 1996 | - Division d'Honneur Centre (3) - Champion : 1967, 1987 rés. et 1999 - Coupe du Centre (1) - Vainqueur : 1995 |

### Bilan sportif

#### Championnat
Le Football Club de Bourges dispute la grande majorité de ses saisons en troisième et deuxième divisions nationales, mais n'atteint pas le plus haut niveau.
Monté dès sa première année en CFA, le FC Bourges est promu en Division 2 open sur dossier. Ensuite, l'équipe alterne entre D2 et Division 3 jusqu'en 1978 et ses trois seules années en Division 4. Remonté en D3 en 1981, le FCB alterne à nouveau avec la D2 jusqu'à la liquidation judiciaire en 1998, à part une année et un titre en National 2 1996-1997. À la suite de la relégation administrative, le nouveau FCB18 se hisse en CFA (D4) en deux saisons et s'y maintient jusqu'en 2004 avant la disparition du club en début d'année suivante.
Reparti deux fois en régional (après la fusion en 1966 et la liquidation financière en 1998), le FCB remporte chaque fois la compétition dès la première année. Il ne connaît pas d'autres exercices à ce niveau.
| Championnat              | Saisons | Titres | J   | V   | N   | D   | Bp  | Bc  | Diff |
| ------------------------ | ------- | ------ | --- | --- | --- | --- | --- | --- | ---- |
| Championnat de France    | 0       | -      | -   | -   | -   | -   | -   | -   | -    |
| Championnat de France D2 | 11      | -      | 370 | 99  | 118 | 153 | 393 | 536 | -143 |
| Championnat de France D3 | 16      | 2      | 454 | 175 | 131 | 148 | 636 | 542 | +94  |
| National 1/National      | 3       | -      | 68  | 27  | 20  | 21  | 88  | 73  | +15  |
| Division 3               | 10      | 2      | 300 | 113 | 86  | 101 | 421 | 366 | +55  |
| CFA (1935-1971)          | 3       | -      | 86  | 35  | 25  | 26  | 127 | 103 | +24  |
| Championnat de France D4 | 8       | 1      | 248 | 90  | 80  | 78  | 306 | 256 | +50  |
| National 2/CFA           | 5       | 1      | 170 | 62  | 53  | 55  | 226 | 179 | +47  |
| Division 4               | 3       | -      | 78  | 28  | 27  | 23  | 80  | 77  | +3   |
| Championnat de France D5 | 2       | -      | 30  | 16  | 5   | 9   | 47  | 35  | +12  |
| Ligue du Centre          | 2       | 2      | 48  | 35  | 11  | 2   | 109 | 30  | +79  |
| Total                    | 39      | 5      | -   | -   | -   | -   | -   | -   | -    |

#### Coupe de France
Le Football Club de Bourges participe à la Coupe de France, créée en 1917 et organisée par la Fédération française de football. Sa meilleure performance est un huitième-de-finale en 1992.
| Coupe           | V | F | 1/2 | 1/4 | 1/8 | 1/16 | 1/32 |
| --------------- | - | - | --- | --- | --- | ---- | ---- |
| Coupe de France | - | - | -   | -   | 1   | 1    | 8    |

## Structures

### Identité et image

#### Historique des couleurs
| Période     | Équipementier | Sponsor maillot |
| ----------- | ------------- | --------------- |
| Années 1970 | ?             | GIMM            |
|             | ?             | Rians           |
| 1984-1985   | Puma          | Rians           |
| Années 1990 | Uhlsport      | Rians           |

Les premières tenues comprennent des rayures bleues et blanches verticales sur le maillot, un short noir et des chaussettes blanches.
Par la suite, lors des saisons en Division 2 et 3, le FC Bourges évoluent avec des tenues à dominante bleue à domicile et blanche à l'extérieur. Dans les années 1990, le noir remplace le blanc et le maillot intègre des rayures.
Puma est l'équipementier du club lors de plusieurs saisons au haut niveau. Lors des derniers exercices, Uhlsport équipe le FCB. Durant la majorité de son existence, le FC Bourges évolue avec Rians comme sponsor maillot.
| Premiers maillots | Domicile 1984-1985 | Domicile 1990-1991 | Extérieur 1990-1991 | Domicile 1993-1994 |

#### Nom et logo
Le logo lors de la fondation du FC Bourges est un blason comportant des bandes verticales blanches et bleu ciel avec un bandeau blanc en travers où sont inscrites les initiales du club « F-C-B ».
Dans les années 1990, le blason laisse place à une image plus dynamique avec les trois lettres « FCB » larges et blanches surmontées d'un ballon en haut à gauche et d'une trainée bleue. En dessous, le nom du club « F.C.BOURGES » est marqué en blanc sur fond bleu.
Après la liquidation de 1998, le club revit sous le nom de « FC Bourges 18 ». L'identité visuelle du club devient une forme de pique gris clair inversé avec un cœur à bande bleu et noir et « 18 » inscrit dedans en blanc. Au dessus du cœur est inscrit « FCB » en style gothique, deux ballons en cuir sont présents de chaque côté en dessous, puis la devise du club « À vaillant cœur rien d'impossible » est marquée de part et d'autre du cœur.
| \| Foyer sportif Saint-François \| Foyer sportif Saint-François \| Foyer sportif Saint-François \| Foyer sportif Saint-François \| Foyer sportif Saint-François \| Foyer sportif Saint-François \| \| \| Racing Club berruyer \| Racing Club berruyer \| Racing Club berruyer \| Racing Club berruyer \| Racing Club berruyer \| Racing Club berruyer \| \| \| \| \| \| \| \| \| \| \| \| \| \| Foyer sportif Saint-François \| Foyer sportif Saint-François \| Foyer sportif Saint-François \| Foyer sportif Saint-François \| Foyer sportif Saint-François \| Foyer sportif Saint-François \| \| \| Racing Club berruyer \| Racing Club berruyer \| Racing Club berruyer \| Racing Club berruyer \| Racing Club berruyer \| Racing Club berruyer \| \| \| \| \| \| \| \| \| \| \| \| \| \| \| \| \| \| \| \| \| \| \| \| \| \| \| \| \| \| \| \| \| \| \| \| \| \| \| \| \| \| \| \| \| Football Club de Bourges (1966-1998) \| \| \| \| \| \| \| \| \| \| \| \| \| \| \| \| \| \| \| \| \| \| \| \| \| \| \| \| \| \| \| \| \| \| \| \| \| \| \| \| \| \| \| \| \| \| \| \| \| \| \| \| \| \| Football Club de Bourges 18 (1998-2005) \| \| \| \| \| \| \| \| \| \| \| \| \| \| \| \| \| \| \| \| \| \| | - FC Bourges (1966-19??) - FC Bourges (19??-1998) - FC Bourges 18 (1998-2005) |                              |                              |                                         |                              |  |  |                      |                      |                      |                      |                      |                      |  |  |  |  |  |  |  |  |  |  |  |  |
| Foyer sportif Saint-François | Foyer sportif Saint-François                                                  | Foyer sportif Saint-François | Foyer sportif Saint-François | Foyer sportif Saint-François            | Foyer sportif Saint-François |  |  | Racing Club berruyer | Racing Club berruyer | Racing Club berruyer | Racing Club berruyer | Racing Club berruyer | Racing Club berruyer |  |  |  |  |  |  |  |  |  |  |  |  |
| Foyer sportif Saint-François | Foyer sportif Saint-François                                                  | Foyer sportif Saint-François | Foyer sportif Saint-François | Foyer sportif Saint-François            | Foyer sportif Saint-François |  |  | Racing Club berruyer | Racing Club berruyer | Racing Club berruyer | Racing Club berruyer | Racing Club berruyer | Racing Club berruyer |  |  |  |  |  |  |  |  |  |  |  |  |
| |                                                                               |                              |                              |                                         |                              |  |  |                      |                      |                      |                      |                      |                      |  |  |  |  |  |  |  |  |  |  |  |  |
| |                                                                               |                              |                              | Football Club de Bourges (1966-1998)    |                              |  |  |                      |                      |                      |                      |                      |                      |  |  |  |  |  |  |  |  |  |  |  |  |
| |                                                                               |                              |                              |                                         |                              |  |  |                      |                      |                      |                      |                      |                      |  |  |  |  |  |  |  |  |  |  |  |  |
| |                                                                               |                              |                              | Football Club de Bourges 18 (1998-2005) |                              |  |  |                      |                      |                      |                      |                      |                      |  |  |  |  |  |  |  |  |  |  |  |  |

### Aspects juridiques et financiers

#### Statut du club et des joueurs
Le FC Bourges est fondé en 1966 en tant que club sportif, régi par la loi sur les associations établie en 1901. Le club est affilié à la Fédération française de football. Il appartient de plus à la Ligue du Centre de football et au district du Cher.
Les joueurs du FCB sont juridiquement sportifs amateurs excepté lors de la saison 1993-1994 en Division 2 professionnelle. Dans les années 1990, le club est géré par une structure en Société anonyme d'économie mixte à objet sportif (SAEMS). Les joueurs se retrouvent alors salariés du club et sont rémunérés sur la base d'un contrat. Les autres années, ceux-ci ont un statut de joueur amateur.

#### Éléments comptables
En janvier 1986, l'état des finances fait démissionner le président Bernard Van Den Bruwaene. On parle alors de somme entre « 120 millions et 160 millions de centimes ». Christian Gronau, seul candidat à la succession, arrive début 1986 avec une trou de 1,1 million de francs dans les caisses. Déficit qu'il réduit à 400 000 francs avant la fin du championnat.
Au milieu des années 1990, la DNCG signifie sa rétrogradation au club à cause d'un bénéfice pas assez important (60 000 F) pour combler les dettes du passé (5 MF). Au début de 1997, la Ville de Bourges accepte de recapitaliser la SAEMS du club qui passe ainsi de 250 000 F à 3 MF. Conséquence de cette prise de position, le club évite les foudres de la DNCG, laquelle lui avait.
En janvier 2002, au cours d’une assemblée générale extraordinaire, le président Gilbert fait état d’un déficit prévisionnel de près de 72 000 euros, avant de donner sa démission, laissant craindre un nouveau dépôt de bilan. Ce déficit n’est pas dû à des dépenses inconsidérées (comme cela a été le cas par le passé), mais à des rentrées d’argent insuffisantes pour les dépenses de fonctionnement élémentaires du club. Lors d'une conférence de presse en février 2002, le nouveau président du club, Arnaud Lebert, annonce à 90 000 euros le montant du déficit prévisionnel en fin de saison pour le FC Bourges 18. L’intégralité du budget prévu pour la saison 2001-2002 est avalée en cinq mois. Au milieu du mois de janvier, le club évite le dépôt de bilan en obtenant une avance de subvention par la ville de Bourges, qui doit être versée au mois de février. Le dépôt de bilan est une solution de facilité refusée par la direction. Pour la saison suivante, il est annoncé l’arrivée de partenaires italiens et japonais, ainsi que des investisseurs locaux.
Pour la saison 2002-2003, le budget est en légère hausse avec 565 000 euros.
Fin de saison 2003-2004, le club et son Président Duvernoir atteignent, en quelques mois, un déficit important pour un club amateur. Il est alors question de 150 000 euros et de détournement d'argent public. Duvernoir annonce un déficit de 75 000 euros avant que ses successeurs, une fois élus, se rendent compte que le passif va au-delà de 200 000 euros Dans ces conditions, messieurs Marien et Goblet ne peuvent faire autrement que se résoudre à une rétrogradation administrative en CFA 2.

### Stades
Durant les 20 premières années du club, le football à Bourges se joue au meilleur niveau dans le stade Séraucourt (renommé Alfred-Depège plus tard), situé sur un ancien terrain de manœuvre des artilleurs. Placé en plein centre-ville avec la cathédrale en toile de fond, son terrain commence à montrer une baisse de qualité dans les années 1980. Le passage en seconde division en 1986 et la popularité de ce sport à Bourges, donnent des idées à la municipalité de Jacques Rimbault.
Le stade Jacques-Rimbault est inauguré le 29 juin 1991 sous le nom de Stade des Grosses Plantes et est renommé à la suite du décès du maire au cours de son mandat deux ans plus tard,. Ce stade municipal a une capacité de 12 500 places, dont 7 500 assises. Il est constitué d'une tribune latérale couverte d'environ 3 000 places individuelles avec vestiaires, sanitaires, salle de musculation et de massage, loges, buvettes, salons et de trois autres tribunes sous forme de gradins avec deux autres buvettes. Il y a également un peu de place devant les gradins pour des pesages (places debout en pelouse). Il est homologué pour la catégorie A. Le complexe est aussi équipé d'un terrain stabilisé éclairé, d'un terrain engazonné éclairé avec vestiaire, sanitaires, tribune et buvette, et de deux terrains d'entrainement engazonnés et éclairés. Il se situe Chemin des Grosses Plantes, au nord de Bourges.

## Personnalités

### Présidents
| Période     | Nom                      |
| ----------- | ------------------------ |
| 1966 - 1967 | Raymond Boisdé           |
| 1967 - 19?? | Alfred Depège            |
| 19?? - 1978 | n.c.                     |
| 1978 - 1983 | Michel Coudray           |
| 1984 - 1986 | Bernard Van Den Bruwaene |
| 1986 - 1989 | Christian Gronau         |
| 1989 - 1995 | Olivier Morin            |
| 1995 - 1997 | Patrick Esteve           |
| 1997 - 1998 | Alain Chapellier         |
| 1998 - 2001 | Pierre Signargout        |
| 2001 - 2002 | Christophe Gilbert       |
| 2002        | Arnaud Lebert            |
| 2002 - 2004 | Maurice Duvernoir        |
| 2004        | Jacky Marien             |
| 2005        | Pierrick Goblet          |

Lors de la fusion, dans un souci de neutralité, le député-maire de Bourges, Raymond Boisdé, devient le premier président du Football Club de Bourges. Après un an d'existence, Alfred Depège prend la direction du club. L'ancien pharmacien et adjoint au maire de Bourges, Raymond Boisdé (de 1956 à 1976), est auparavant président du Foyer sportif Saint-François, un des deux clubs ayant fusionné pour donner le FCB.
En 1978, Michel Coudray devient président du FC Bourges. Il est considéré comme le « cordon ombilical » reliant le FCB à la mairie. Il est écarté en 1983. Ancien joueur de CFA en région parisienne, Bernard Van Den Bruwaene aide les clubs dans chaque ville où il travaille en devenant éducateur. À Bourges, il prend la présidence du club en 1984, alors en D2. En janvier 1986, Van Den Bruwaene démissionne devant l'état des finances du club. Il entonne la théorie du complot et un minage permanent mené depuis des mois auprès des personnes qui lui font confiance. Christian Gronau, seul candidat à la succession, arrive début 1986 avec une trou de 1,1 million de francs dans les caisses. Déficit qu'il réduit à 400 000 francs avant la fin du championnat. Gronau, propriétaire d'une poissonnerie, prône l’unité et la fermeté pour un FC Bourges aux caisses vides et au crédit bien entamé.
Olivier Morin, Patrick Esteve puis Alain Chapellier assurent la présidence des années 1990. En 1995, Esteve prend la tête du club à la suite du dépôt de bilan et des deux relégations en deux ans et déclare : « Comme j'ai des convictions, j'ai investi de mon argent pour prouver aux autres que j'y croyais, notamment à la Mairie ».
En 1998, Pierre Signargout arrive à la présidence. Il est auparavant champion de France de gymnastique puis responsable d’agences d’entreprises d’électrification des zones rurales. En 2001, le président et ancien responsable des sports du Conseil général du Cher Signargout est évincé au profit de Christophe Gilbert.
En janvier 2002, au cours d’une assemblée générale extraordinaire, le président Gilbert donne sa démission, tout comme la quasi-totalité du conseil d’administration du club. C’est M. Lebert, arrivé comme partenaire l'année précédente et avec un projet de retour en D2 étalé sur cinq ans, qui prend la présidence. Au moment de la trêve hivernale 2002-2003, le Président Arnaud Lebert est limogé et remplacé par Maurice Duvernoir. La surprise est grande dans la mesure où Lebert réussi en moins d’un an à stabiliser les structures du club, éponger en grande partie ses dettes et à recréer une équipe compétitive. Mais son limogeage s’explique par des raisons politiques,.
Alors que se profile l’Assemblée générale ordinaire de décembre 2003, la présidence Duvernoir est présenté comme globalement négatif. Le FCB se traîne en bas de classement en pratiquant un jeu peu attrayant et sans imagination et les spectateurs se déplacent de moins en moins nombreux. Au plan structurel et financier, pas de sponsor maillot et un déficit recreusé. De plus en plus minoritaire, le président Duvernoir s’accroche à son fauteuil. La fronde lui reproche une mauvaise gestion, une volonté de démantèlement de la politique de formation au club, des choix opaques et une politique de communication interne inexistante. Plusieurs dirigeants contestataires sont licenciés. Pour justifier sa détermination à rester à la tête du FCB malgré sa situation ultra minoritaire, Maurice Duvernoir met en avant le fait qu’il a engagé son argent personnel dans le club,.
Jacky Marien prend la suite mais démissionne au bout de quelques mois devant l'échec de son plan de guérison financière. Pierrick Goblet prend le relais quelques semaines avant la disparition du club. La liquidation judiciaire a pour conséquence d’annuler l’action en justice des dirigeants du FCB à l’encontre de leurs prédécesseurs pour mettre en lumière comment ont été utilisées, sans contrôle par les autorités concernées, des sommes considérables d’argent public.

### Entraîneurs
Lors de la fusion donnant naissance au FCB, l'entraîneur du RC berruyer Noël Gallo est conservé au profit de Ducasse, celui du Foyer. Gallo permet au groupe de monter en CFA dès la première saison en remportant le titre de DH Centre puis le maintien avec une cinquième place pour la saison 1967-1968. Roger Meerseman arrive sur le banc et réalise la même performance l'année suivante avec que le FC Bourges accède au National, équivalent alors de la seconde division.
En 1970, Robert Siatka arrive comme entraîneur-joueur. Membre du Stade de Reims de la grande époque, il connaît une cape en équipe de France. Siatka permet au FCB de décrocher, au terme de sa seconde saison en D2, le meilleur classement de son histoire (cinquième). En 1972-1973, Pancho Gonzales dirige l'équipe mais n'obtient que la quinzième place. Siatka revient sur le banc berruyé et hisse l'équipe au onzième rang lors de la saison suivante. En 1974-1975, Émile Daniel prend les commandes mais ne peut empêcher la relégation de l'équipe.
Sous l'impulsion de Kérim Ibrahim, le FCB remonte immédiatement l'année suivante avec la première place du groupe Centre-Ouest de D3. Pierre Barlaguet prend le groupe en main mais ne peut le maintenir pour son retour en Division 2. Pire l'année suivante, redescendu en troisième division, le club devient le premier à déposer le bilan en France et l'équipe subie une seconde relégation consécutive, soit en D4.

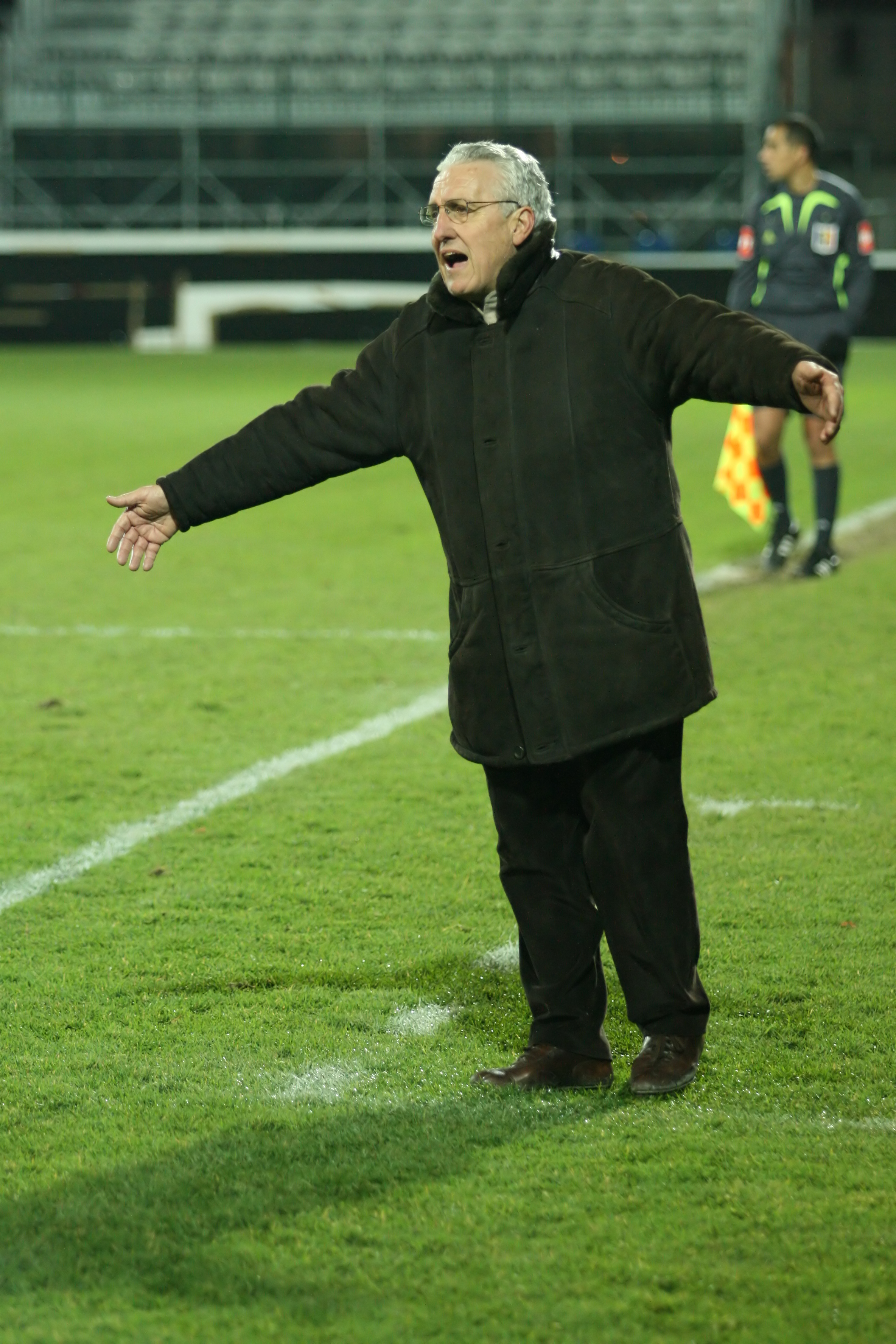
Robert Nouzaret (ici en 2007) ne reste qu'une saison.

Lors des deux premières saisons en Division 4, l'entraîneur du FC Bourges n'est pas connu. En 1980, Robert Valette prend en main l'équipe pour une première expérience à ce niveau. Dès sa première saison, il fait monter le groupe en D3. En 1981-1983, il maintient l'équipe avec une quatorzième place et quitte son poste. La saison suivante, Robert Nouzaret obtient la même place depuis le banc et ne reste pas. De même que Marcel Le Borgne, pour sa seule expérience connue comme entraîneur en 1983-1984, pour une à peine meilleure onzième place.
À l'été 1984, Alain Michel, professeur agrégé d'histoire, arrive sur le banc. Michel fait ses débuts de gardien de but en championnat de France amateurs, à l'Arago Orléans et tient à poursuivre ses études. Dans le milieu des années 1970, il joue en D2 professionnelle avec l'AAJ Blois. Il prend ensuite en main l'US Mer, qu'il hisse de Promotion d'honneur à la 3e division nationale, soit quatre échelons en six ans. « Ensuite, j'ai vécu l'aventure de Bourges. La municipalité souhaitait faire monter le club, qui était alors en 4e division. On a fait de la formation avec un centre d'hébergement omnisports ». Le FC Bourges monte en D4, puis la D3 et la D2, pour la saison 1986-1987, mais redescend aussitôt. Pas pour longtemps, puisque le club berrichon rejoint la D2 en 1989 et la super D2 (professionnelle) en 1993. À la suite de mauvais résultats lors de cette saison 1993-1994, Michel est débarqué à la mi-saison. Avec dix saisons débutées, il est l'entraîneur le plus capé du FC Bourges.
En janvier 1994, le Britannique Bobby Brown arrive sur le banc après plusieurs fonctions au SM Caen. « J'ai quitté Caen pour relancer la formation à Bourges. Quand j'ai remplacé Alain Michel, l'objectif était de retrouver le haut niveau très vite ». Il ne peut empêcher la descente en National 1 et, l'année suivante, le dépôt de bilan impliquant une seconde relégation. Il participe à faire remonter l'équipe de N2 en N1 en 1995-1996. Lors de l'exercice suivant, il maintient le groupe avant de connaître une année 1997-1998 où le club est exclu en cours de championnat. Brown quitte le club début 1998 et son adjoint Pavlé Vostanic assure l’intérim jusqu'à la fin de saison. Ancien joueur du FCB en D2, Vostanic est déjà adjoint sous la direction de Michel
À la reprise en 1998 en DH Centre, Jean Gomez est sur le banc berruyé. Avec de montée en autant de saison, il permet de remonter rapidement l'équipe en CFA en 2000. Mais, en raison de mauvais résultats sportifs depuis la mi-saison précédente, il est écarté de ses fonctions d'entraîneur en novembre 2002, tout en restant directeur technique du club. Il est remplacé par l'adjoint de toujours, Vostanic. À la suite de la relégation administrative du club en CFA 2, Vostanic annonce qu’il quitte le FCB où il est resté une vingtaine d’années en tant que joueur puis entraîneur. Vostanic passe la main à Pascal Dupuis, son adjoint.
Gardien à Sedan et au Tours FC, Dupuis s'engage au FCB en 1995 et reste trois ans, avec une relégation en National 2 et une remontée en N1. Après la liquidation judiciaire, il permet à l'équipe de remonter jusqu'en CFA avec deux promotions consécutives puis, reconverti entraîneur, reste jusqu'au dernier dépôt de bilan du club. Avant, Dupuis propulse les U18 en National, entraîne l'équipe réserve puis la CFA 2.
| Période     | Nom               |
| ----------- | ----------------- |
| 1966 - 1968 | Noël Gallo        |
| 1968 - 1970 | Roger Meerseman   |
| 1970 - 1972 | Robert Siatka     |
| 1972 - 1973 | Pancho Gonzales   |
| 1973- 1974  | Robert Siatka (2) |
| 1974 - 1975 | Émile Daniel      |

| Période     | Nom              |
| ----------- | ---------------- |
| 1975 - 1976 | Kérim Ibrahim    |
| 1976 - 1978 | Pierre Barlaguet |
| 1978 - 1980 | n.c.             |
| 1980 - 1982 | Robert Valette   |
| 1982 - 1983 | Robert Nouzaret  |
| 1983 - 1984 | Marcel Le Borgne |

| Période                | Nom                |
| ---------------------- | ------------------ |
| 1984 - 1993            | Alain Michel       |
| janv. 1994 - mars 1998 | Bobby Brown        |
| avril - juin 1998      | Pavlé Vostanic     |
| 1998 - nov. 2002       | Jean Gomez         |
| nov. 2002 - 2004       | Pavlé Vostanic (2) |
| 2004 - 2005            | Pascal Dupuis      |

### Joueurs
Né à Fort-de-France et longtemps joueur du Golden Star, Georges Duville arrive en Métropole à 24 ans pour trois années de au RC Lens où il joue quelques rencontres de première division. Il passe ensuite quatre saisons à Calais avant de rejoindre le Foyer St-François en 1965 qui devient le FC Bourges l'année suivante, où il joue quatorze années. Duville part ensuite jouer dans d'autres clubs du département avant de revenir au FCB comme entraineur. Au fil des années, il dirige l'équipe des moins de 18 ans, l'équipe réserve, les 15 et 14 ans nationaux. Il est aussi l'adjoint de plusieurs entraineurs comme Robert Siatka, Alain Michel, Jean Gomez, Pavlé Vostanic entre autres.
Olivier Chavanon commence le football à l’Églantine Vierzon, dont son père est alors le président. En cadet, il est notamment observé par le Stade de Reims et le Toulouse FC mais signe dans le grand club local, le FC Bourges. Chavanon évolue durant plus de dix ans sous les couleurs du berruyère. Et notamment en Division 2 où, alors en contact avec l'OGC Nice, Chavanon connaît une grave blessure. Outre un prêt à Brset en 1986 et une saison à l'Arago Orléans en 1989-1990, il reste treize ans à Bourges avant de finir sa carrière et se reconvertir comme entraîneur puis recruteur. Chavanon joue 322 matchs sous le maillot du FCB, marque 67 fois et remporte les groupes de D3 1986 et N2 1996.
Le gardien de but Thierry Favier, formé au club, passe lui aussi treize saisons sous les couleurs berruyères. Lui ne connaît que le FCB comme club et en garde les cages durant les années 1980 dont la remontée en Division 2 au terme de la saison 1985-1986. Pavle Vostanic joue une année de moins à Bourges. Il arrive en 1985 et remonte de suite en D2 avec le titre de National. Il reste toujours fidèle au club en fonction des montées et descentes en D2-D3 et même lors du dépôt de bilan et la relégation au quatrième échelon en 1995. Il est alors joueur et adjoint de l'entraîneur principal depuis 1993 et conserve seulement ce second rôle à partir de 1997. Il assure l'intérim après le départ de Brown en 1998 et revient ensuite diriger l'équipe première de 2002 à 2004.
Originaire de Gien, Dominique Frey fait ses débuts au FC Bourges dans les années 1970. Après un essai infructueux à l'OGC Nice, il en réussi un chez le rival local de la Berrichonne de Châteauroux. Sauf que dans les tribunes, un dirigeant du FC Bourges est intéressé par son profil. Il fait donc le choix du club berruyer, où l'on fait davantage confiance aux jeunes. Talentueux ailier gauche, il passe une dizaine d'années au club. Après sa carrière, Dominique Frey entraîne différents clubs de la région.
Après avoir percé à Sedan puis s'être épanoui au Tours FC, Pascal Dupuis s'engage au FCB en 1995 et reste trois ans, avec une relégation en National 2 et une remontée en N1. Le gardien passe six mois début 1998 à Orléans, lors de la liquidation judiciaire de Bourges, avant de revenir la saison suivante, en DH. Il permet à l'équipe de remonter jusqu'en CFA avec deux promotions consécutives puis, reconverti entraîneur, reste jusqu'au dernier dépôt de bilan du club.
Les frères Stéphane et Franck Sanson, ex-ailier virevoltant reconverti défenseur pour le second, respectivement père et oncle de Morgan et Killian eux aussi footballeurs professionnels, jouent au FCB en deuxième division. Ils sont de purs "produits" du FC Bourges avant d’évoluer  longtemps à l'AS Gien.
| \| Donoyan Tognotti Signol Plaza Lisnard Lahierre Lauretti Rigaud Eraville Auguin Darnault \| L'équipe cinquième de D2 1971-1972, meilleur résultat. |
| Donoyan Tognotti Signol Plaza Lisnard Lahierre Lauretti Rigaud Eraville Auguin Darnault                                                              |

| Donoyan Tognotti Signol Plaza Lisnard Lahierre Lauretti Rigaud Eraville Auguin Darnault |

| \| Chatrefoux Bououden Boyer Kinier Obry Hutteau Kafka Chavanon Souvigné Courtet Françoise \| Équipe huitième-de-finaliste de la Coupe de France 1991-1992. |
| Chatrefoux Bououden Boyer Kinier Obry Hutteau Kafka Chavanon Souvigné Courtet Françoise                                                                     |

| Chatrefoux Bououden Boyer Kinier Obry Hutteau Kafka Chavanon Souvigné Courtet Françoise |

## Autres équipes

### Équipe réserve
Monté en DH Centre en 1984, l'équipe réserve du FC Bourges passe huit saisons en division nationale, de 1987 à 1995. Promu en Division 4 pour la saison 1987-1988, l'équipe B se maintient quatre exercices avant de remporter sa poule en 1991-1992. À la fin de la saison, les huit vainqueurs de chaque groupe s'affrontent pour désigner le champion de France de D4. Une phase de poules de quatre clubs chacune est suivie d'une finale. Le FCB se hisse jusqu'au dernier match où il bat l'US Saint-Malo (2-0) et offre son seul titre national au club.
Monté pour la dernière année d'existence de la Division 3, l'équipe est reversée dans le nouveau National 2 où elle reste deux nouvelles années. En 1995, du fait de sa position de premier relégable et, de toute façon, à cause de la situation de l'équipe première, la réserve repart en Division d'honneur. Elle s'y maintient jusqu'à la liquidation judiciaire du club en 1998.
| Bilan par saison de l'équipe réserve en division nationale | Bilan par saison de l'équipe réserve en division nationale | Bilan par saison de l'équipe réserve en division nationale | Bilan par saison de l'équipe réserve en division nationale | Bilan par saison de l'équipe réserve en division nationale | Bilan par saison de l'équipe réserve en division nationale | Bilan par saison de l'équipe réserve en division nationale | Bilan par saison de l'équipe réserve en division nationale | Bilan par saison de l'équipe réserve en division nationale | Bilan par saison de l'équipe réserve en division nationale | Bilan par saison de l'équipe réserve en division nationale | Bilan par saison de l'équipe réserve en division nationale | Bilan par saison de l'équipe réserve en division nationale |
| Saison                                                     | Championnat                                                | Championnat                                                | Championnat                                                | Championnat                                                | Championnat                                                | Championnat                                                | Championnat                                                | Championnat                                                | Championnat                                                | Championnat                                                | Entraîneurs                                                |                                                            |
| Saison                                                     | Division                                                   | Class.                                                     | Pts                                                        | M                                                          | V                                                          | N                                                          | D                                                          | Bp                                                         | Bc                                                         | Diff                                                       | Entraîneurs                                                |                                                            |
| ---------------------------------------------------------- | ---------------------------------------------------------- | ---------------------------------------------------------- | ---------------------------------------------------------- | ---------------------------------------------------------- | ---------------------------------------------------------- | ---------------------------------------------------------- | ---------------------------------------------------------- | ---------------------------------------------------------- | ---------------------------------------------------------- | ---------------------------------------------------------- | ---------------------------------------------------------- | ---------------------------------------------------------- |
| 1986-1987                                                  | DH Centre                                                  | 1er                                                        |                                                            |                                                            |                                                            |                                                            |                                                            |                                                            |                                                            |                                                            |                                                            |                                                            |
| 1987-1988                                                  | Division 4 - Gr. F                                         | 9e/14                                                      | 26 pts                                                     | 26                                                         | 8                                                          | 10                                                         | 8                                                          | 28                                                         | 29                                                         | -1                                                         |                                                            |                                                            |
| 1988-1989                                                  | Division 4 - Gr. F                                         | 11e/14                                                     | 25 pts                                                     | 26                                                         | 9                                                          | 7                                                          | 10                                                         | 29                                                         | 35                                                         | -6                                                         |                                                            |                                                            |
| 1989-1990                                                  | Division 4 - Gr. F                                         | 6e/14                                                      | 27 pts                                                     | 26                                                         | 10                                                         | 7                                                          | 9                                                          | 33                                                         | 38                                                         | -5                                                         |                                                            |                                                            |
| 1990-1991                                                  | Division 4 - Gr. F                                         | 8e/14                                                      | 26 pts                                                     | 26                                                         | 8                                                          | 10                                                         | 8                                                          | 36                                                         | 33                                                         | +3                                                         |                                                            |                                                            |
| 1991-1992                                                  | Division 4 - Gr. F                                         | 1er/14                                                     | 40 pts                                                     | 26                                                         | 14                                                         | 12                                                         | 0                                                          | 52                                                         | 18                                                         | +34                                                        |                                                            |                                                            |
| 1992-1993                                                  | Division 3 - Gr. Centre                                    | 14e/16                                                     | 24 pts                                                     | 30                                                         | 6                                                          | 12                                                         | 12                                                         | 28                                                         | 43                                                         | -15                                                        |                                                            |                                                            |
| 1993-1994                                                  | National 2 - Gr. C                                         | 8e/18                                                      | 36 pts                                                     | 34                                                         | 11                                                         | 14                                                         | 9                                                          | 44                                                         | 35                                                         | +9                                                         |                                                            |                                                            |
| 1994-1995                                                  | National 2 - Gr. C                                         | 16e/18                                                     | 24                                                         | 34                                                         | 6                                                          | 12                                                         | 16                                                         | 30                                                         | 51                                                         | -21                                                        |                                                            |                                                            |
| 1995-1996                                                  | DH Centre                                                  |                                                            |                                                            |                                                            |                                                            |                                                            |                                                            |                                                            |                                                            |                                                            |                                                            |                                                            |

### Section jeunes
Jacky Vercruysse, Jérémie Moreau et Sébastien Dallet naissent à Bourges ou proche et font leurs premiers pas de footballeur au FCB avant de devenir professionnels.

### Section féminine
En 1963, Noël Gallo, alors entraîneur du RC Berruyer, demande à Marcelline Sachet de l'assister pour encadrer les jeunes footballeurs. Elle apprend auprès de lui les bases de l'entraînement et de l'arbitrage.
Déjà germe une idée novatrice pour l'époque : organiser des rencontres de football féminin. Les débuts sont confidentiels et les matchs opposent les femmes des joueurs aux femmes des dirigeants. L'idée fait son chemin et l'équipe s'ouvre vers l'extérieur : les féminines du FC Bourges affrontent des équipes comme les Nouvelles Galeries et l'Hôpital Militaire.
En 1969, la section féminine devient officielle et la Ligue du Centre de football organise un championnat féminin. En 1972, sous son impulsion, la prestigieuse équipe du Stade de Reims où évolue Jocelyne Henry, internationale française et ancienne joueuse du FCB, vient affronter une sélection du Centre au stade Séraucourt. Peu importe le résultat, le football féminin vient d'obtenir une reconnaissance populaire et médiatique.
En 1983, le FC Bourges participe aux barrages d'accession au niveau national (Division 2) et échoue aux portes du paradis.
En 2002, après avoir une bonne saison en Division d'Honneur, les filles affrontent l'équipe d'Arpajon-sur-Cère dans la banlieue d'Aurillac en barrage d'accession à la Division 3. Une victoire héroïque à 10 contre 11 à l'extérieur (4-3) et un match retour maîtrisé par les Berruyères (2-0) les envoient en D3. L'équipe du FC Bourges arrive aussi en demi-finale de la Coupe du Centre, battue par l'US Orléans sur le score de 2 à 0. L'équipe remporte aussi le Championnat de District du Cher (football à 7) et arrivée en finale de la Coupe du Cher, battue par l'équipe de La Chapelle Saint Ursin (1-0).
Dure saison que celle de 2002-2003 : le club dispose de 31 joueuses (moins de 16 ans ou seniors) pouvant évoluer en Division 3. Malgré ses deux seules victoires en championnat, l'équipe du FC Bourges arrive en quart de finale de la Coupe du Centre, battue par Tours EC (D2), et est éliminée sur son terrain en Challenge de France par Blois Football 41 (DH).
Marcelline Sachet reçoit, le samedi 8 février 2003, la médaille d'argent de la Jeunesse et des Sports des mains de Claude Simonet, président de la Fédération française de football.
La saison 2003-2004 s'annonce comme un tournant pour la section féminine du FC Bourges. Après un exercice difficile en Division 3 pour l'équipe fanion et une galère hebdomadaire pour l'équipe réserve, le retour en championnat régional ressemble à tout sauf à une promenade de santé. Le nombre de départs laisse présager des problèmes pour composer une équipe compétitive. Le principal problème est l'absence d'une gardienne de métier. Hervé Minier, qui découvre le football féminin, doit donc compter sur la bonne volonté de joueuses pour occuper ce poste ingrat. Malgré un classement peu flatteur et beaucoup de défaites, l'équipe, privée de matchs amicaux, prend peu à peu de la consistance et les jeunes gagnent en maturité au contact des plus aguerries. Un déplacement à Thoury voit la première victoire de l'équipe composée seulement de 10 joueuses (6-0). S'ensuivent plusieurs autres d'ici la fin de l'année 2003 et des premiers mois de 2004 voyant alterner bon et moins bon en fonction du nombre de joueuses disponibles (entre 9 et 12). Ceci n’empêche pas l'équipe de remporter une nouvelle Coupe du Cher.
Le 16 septembre 2004, le FC Bourges adresse à la Ligue du Centre de football une télécopie décidant du forfait général de son équipe féminine.
| Compétitions régionales | Compétitions locales |
| --- | --- |
| - Division d'Honneur Centre (6) - Champion de 1976, 1981, 1983, 1991, 1993, 1996 - Coupe du Centre (1) - Vainqueur en 1995 | - Championnat du Cher (4) - Vainqueur en 1992, 1993, 1994, 2002 - Coupe du Cher à 11 (4) - Vainqueur en 1971, 1992, 1993, 2004 |

## Bourges dans la culture populaire

### Rivalités locales
Au moment de la fusion en 1966, le Foyer sportif Saint-François et le RC berruyer sont parmi les meilleures équipes du département avec le SC Saint-Amandois et le Bourges AC.
Pendant douze saisons en D2 et D3, le rival local de Bourges est la Berrichonne de Châteauroux. Lors d'un match de 2e division, le stade Séraucourt bat son record d'alors. La rencontre mobilise les foules et, avec les deux seuls guichets à l'entrée, les esprits s'échauffent devant la file d'attente. Les gens escaladent alors les grillages pour ne pas manquer une minute du derby. Plus de 5 500 spectateurs sont présents ce jour-là.

### Affluences
Les premières affluences connues du FC Bourges montrent qu'à la fin des années 1960 et début 1970, plus de 3 000 spectateurs viennent assister aux matchs en CFA puis Division 2, outre les saisons de mauvais résultats. À partir de 1975 et l'aller-retour en D3 avant la chute jusqu'en D4, l'affluence moyenne tombe à 2 000 personnes. Remonté en D3 dans les années 1980, alors que plus que 500 personnes se rendent au stade, les chiffres montent au millier. La remontée en D2 permet d'attirer deux à trois mille supporteurs avant de redescendre en même temps que les divisions jouées. La meilleure moyenne de spectateurs de Bourges à domicile est de 3 635 spectateurs. Elle est obtenue lors de la saison 1971-1972 de D2 avec la 5e place finale, meilleur classement de l'histoire du club.

### Relations avec les médias
Comme tous clubs de D1 et D2, le FC Bourges a droit à ses étiquettes dans les albums Panini. En 1987, le club entraîné par Alain Michel a droit à sa demi-page avec une vignette pour quatre joueurs et la petite fiche. Le FCB n'aura plus jamais autant de place dans les albums Panini. Après des années de Division 3, il revient dès l'édition 1991. Cette fois, le club berruyer, comme les autres pensionnaires de D2, est réduit à une portion de page. On collectionne la photo d'équipe, et l'écusson du club devient une vignette à part entière. Dans l'album 1992, la D2 perd encore plus de terrain. Finie la traditionnelle photo d'équipe de début de saison, le collectionneur doit se contenter du logo du club, devenu brillant. Idem dans l'album 1993. En 1994, l'aventure du FC Bourges en Deuxième division s'achève, celle dans l'album Panini aussi.